# خلطبيطة (فلم)
 خلطبيطه هو واحد من الأفلام المصرية النادرة التي لامس فيها المؤلف الواقع الأمنى المصري وما يمثله من رعب للشعب الذي بات مسلمًا امره مؤمنًا بهاجس الخوف وفي نفس الوقت يتيح الكاتب نافذة الأمل من خلال افشال كافة أنواع قوى الأمن من النيل بهذا الشعب المغلوب على أمره. خلطبيطه هو أول إنتاج سينمائي للمنتج الكاتب سيناريو وحوار سليمان ادريس، إخراج حسن الإمام، بطولة محمود عبد العزيز. من بين الأفلام الأخيرة التي قام ببطولتها الفنان محمود عبد العزيز، فيلم (خلطبيطه ـ 1994)، وهو الفيلم الذي حظي بنجاح جماهيري أكثر من المتوقع، حيث حقق دخلاً قدره 800 ألف جنيه. وقد شارك محمود عبد العزيز في بطولة الفيلم كل من أحمد توفيق ومني السعيد وماجدة زكي ومحمد الصاوي وحسين الشربيني وعلاء ولي الدين. والفيلم من تأليف وإخراج مدحت السباعي.

## قصة
يحكي الفيلم عن شخصية الموظف البسيط حسان (محمود عبد العزيز)، خريج كلية الزراعة، والذي يعمل أميناً لإحدى مكتبات هيئة الكتاب، وذلك بتعيين من القوى العاملة. لذلك نراه يحاول أن يطبق دراسته ويمارس هوايته من خلال تنسيق الزهور والعناية بالخضروات التي يزرعها ويرعاها في بلكون شقته. هذا بالإضافة إلى هواية صيد السمك التي يمارسها من حين إلى آخر. وهو إنسان قنوع بما لديه، وليس لديه طموحات من أي نوع، متجنباً الدخول في أية مشاكل. حتى إن علاقاته بالآخرين محدودة جداً، وتتمثل في علاقاته بزملاء العمل. حتى زميلته (ماجدة زكي) التي تحاول اقتحام حياته بهدف الزواج منه، يطردها من منزله ليتجنب مشاكلها. فجأة، وبدون أية مبررات، يتم القبض عليه بتهمة الانتماء لمجموعة مسلحة. وهي بالطبع تهمة باطلة لا تستند إلى أية دلائل وإثباتات. حتى أن حسان نفسه لا يدري شيئاً عن هذه التهمة، وعن أي نشاط آخر يبرر القبض عليه. وبذلك يدخل حسان في متاهات معقدة وطويلة، من تحقيقات ومطاردات وتحريات عن شخصيته، إلى هروبه وتنكره في أكثر من شخصية. إلى أن يقبض عليه وهو متنكر في زي امرأة منقبة متجهاً إلى السودان في القطار، حيث يتصادف اغتيال أحد الوزراء في نفس القطار، من قبل مجموعة إرهابية متطرفة، ويتم القبض على حسان بتهمة اغتيال الوزير. وبالتالي يجبر على الاعتراف والتوقيع بارتكاب هذه الجريمة وبأنه عضو في منظمة إرهابية. وبالرغم من أن الإرهابيين الحقيقيين يعترفون بارتكاب الجريمة، إلا أن السلطة تصر على أن يظل حسان هو المتورط الوحيد في هذه الجريمة، حتى لا تتراجع عن موقفها السابق. وبالفعل يتم الحكم على حسان بالإعدام. ولكن الأحداث تأخذ منحى آخر، إلى أن تظهر براءته ويتم الإفراج عنه، ليهيم في الصحراء باحثاً عن الأمان، محاولاً الايتعاد عن كل شيء، لتظل أصوات المدافع الرشاشة في إذنيه، ويظل الخوف المزروع في نفسه يطارده أينما ذهب ومدى الدهر.
عنوان الفيلم (خلطبيطة) هو تعبير شعبي لنوع من أنواع الطعام يضم عدداً من الخضروات التي تمثل كل واحدة منها طبخة منفصلة، مثل البطاطس والبسلة والكوسة. لذلك كان مضمون الفيلم وأحداثه تدور عن خليط من مشاكل الإنسان المعاصر مثل التطرف والإرهاب وزوار الفجر، وعما يحدث في العالم الثالث من حروب بفعل الإنسان ومجاعات وأوبئة وكوارث طبيعية. وبالرغم من أن الزمن في الفيلم محدد وهو عصر الملكية في حكم الملك فاروق، وذلك عندما يظهر لنا صورة الملك والعلم الأخضر ذي الهلال والثلاث نجمات، إلا أننا في نفس الوقت نشاهد البطل وهو يطالع صحيفة تظهر صوراً معاصرة، ونسمع الراديو يبث أخباراً معاصرة عن حوادث العنف والإرهاب والحروب والكوارث. أي أن تداخل الزمن وتداخل الأحداث المقصود، يحدث هذه الخلطبيطة السياسية التي يتبناها الفيلم، ويجسدها في أسلوب فنتازي يميل إلى الكوميديا السوداء. وبإتخاذ الفيلم لهذا الأسلوب الفنتازي، فهو هنا يبتعد عن المنطق الدرامي، ولا يكون مجبراً على تقديم مبررات منطقية للمتفرج لتلك المواقف والأحداث والكثير من تصرفات شخصياته. وبالرغم من هذا الطابع الفنتازي الذي إتخذه الفيلم، إلا أنه إزدحم بالكثير من الأحداث والمواقف التي تحتاج منا إلى التفكير العميق فيما يحدث من مفاجآت تخرج حتى على أسلوب الفيلم الدرامي نفسه. فتضيع الشخصيات وتهمش الأحداث في خلطبيطة درامية لا تشبع ولا تغني من جوع.
فيلم (خلطبيطة) يحتوي على الكثير من الإخفاقات، إلا أن محمود عبد العزيز كممثل قدير قد حمل الفيلم على عاتقه، وقدم أسلوباً سلساً في الأداء التلقائي والطبيعي، قد ساهم في رفع مستوى الفيلم الفني، وذلك بشد انتباه المتفرج إليه والتغافل عن سلبيات الفيلم الكثيرة. ثم أن ذلك الأسلوب الفانتازي الساخر قد جعل الفيلم خفيفاً ومقبولاً من المتفرج".